# Trinta e sete
O trinta e sete (37) é o número natural que segue o 36 e precede o 38. É o 12.º número primo, depois do 31 e antes do 41.
É o primeiro primo irregular.
37 é o quinto número primo da sorte. É ainda o terceiro número primo único e o terceiro número primo cubano da forma
{\displaystyle p={\frac {x^{3}-y^{3}}{x-y}}\qquad \left(x=y+1\right).}
- 37 é o menor número primo que não é um número primo supersingular.

- É um número hexagonal centrado[5] e número estrela.[6]